# Catherine Pozzi
Catherine Pozzi, née le 13 juillet 1882 à Paris et morte le 3 décembre 1934 dans la même ville, est une poétesse et femme de lettres française.

## Biographie
Catherine Pozzi naît dans « le milieu du Tout-Paris aristocratique et bourgeois de la fin du XIXe siècle » de Samuel Pozzi, d'une famille protestante, chirurgien, premier titulaire de la chaire de gynécologie à la faculté de médecine de Paris, et de Thérèse Loth-Cazalis, « héritière de la grande bourgeoisie catholique lyonnaise, apparentée par sa mère au poète Henri Cazalis (Jean Lahor) et au peintre Frédéric Bazille ».
La famille, brillante et cultivée, reçoit et fréquente les salons parisiens où l'on rencontre des artistes, des écrivains (Leconte de Lisle, Alexandre Dumas fils, José-Maria de Heredia …), des hommes de science ou des hommes politiques. Georges Clemenceau est un ami de Samuel Pozzi. Catherine aura deux frères cadets, Jean (né en 1884), qui deviendra diplomate, et Jacques (né en 1896). Jeune, elle étudie avec des précepteurs ; elle suit des cours de piano avec Marie Jaëll, pratique le tennis et l’équitation. Dès l’âge de 10 ans, elle commence à tenir un premier Journal.
En 1907, elle étudie un trimestre à Oxford, au Saint Hugh's College, une institution alors réservée aux jeunes filles. Mais bien qu'admise à revenir à l'automne, elle renoncera, sous la pression de sa mère, à y poursuivre ses études.
En janvier 1909, à 26 ans, elle épouse, sans conviction, un jeune commis d'agent de change à la Bourse de Paris, Édouard Bourdet, de cinq ans son cadet, qui allait rapidement devenir un auteur dramatique à succès. En octobre 1909 naît leur fils Claude.
Durant l'été 1912, apparaissent les symptômes de la tuberculose dont, déjà asthmatique, elle souffrira désormais jusqu’à sa mort. En 1913, elle fait la connaissance d'André Fernet, auditeur au Conseil d'État, jeune auteur de deux pièces de théâtre, avec lequel « elle vécut une relation amoureuse platonique et qui mourut pendant la guerre ». À partir de 1916, année de la mort de Fernet, et jusqu'à ce qu'elle décède, Catherine Pozzi ouvrira au 1er janvier de chaque année son journal par une invocation à André Fernet : « Ma vie, mon esprit... ».

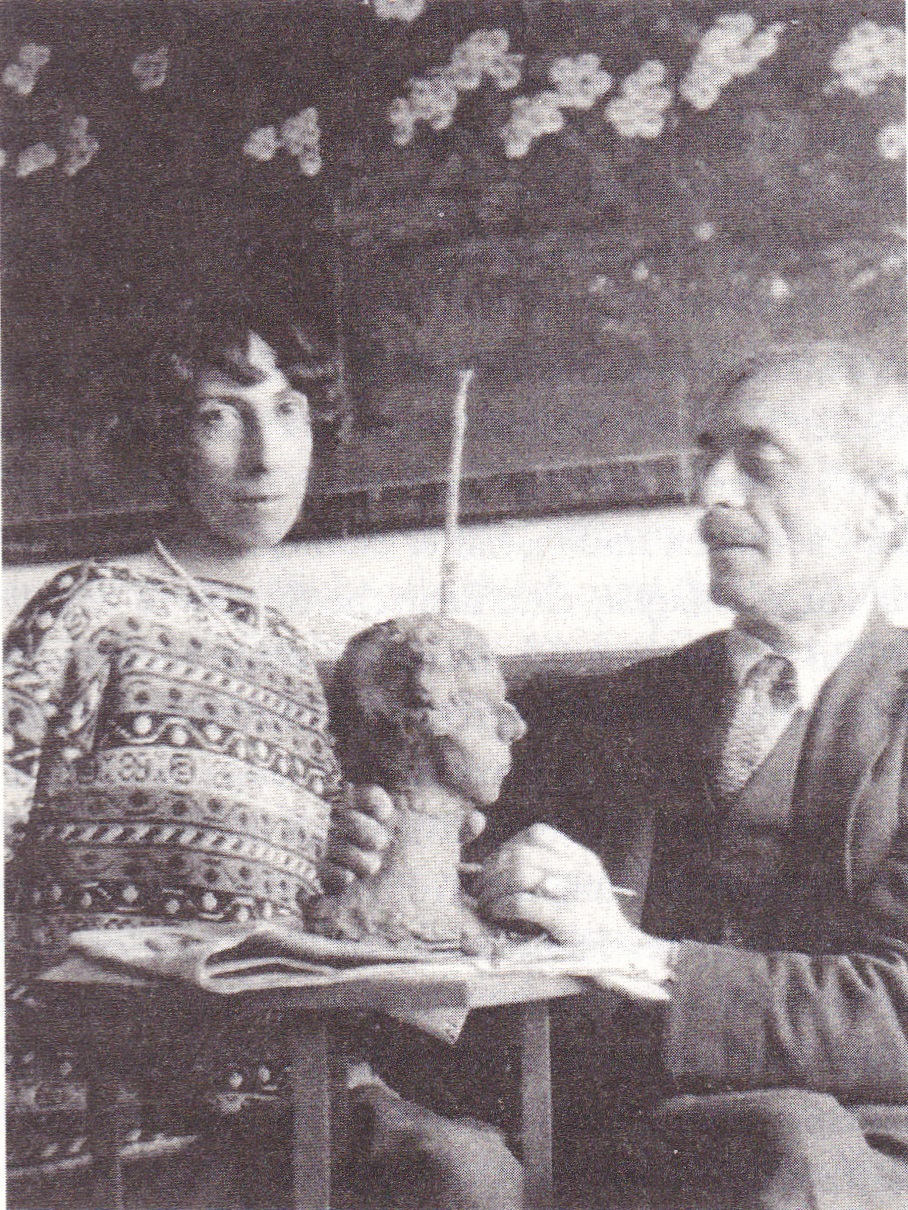
Catherine Pozzi et Paul Valéry (vers 1924).

En 1918, alors qu'elle réside à Montpellier avec sa mère, elle apprend que son père a été assassiné par un de ses anciens patients.
Elle passe avec succès en octobre 1919, à 37 ans, les examens de la première partie du baccalauréat. Reçue à la deuxième partie en octobre 1927, « elle décide d'entreprendre des études de biologie à la Faculté des Sciences à Paris ».
Elle est l’amie de Rainer Maria Rilke avec qui elle correspondra en 1924-1925, Anna de Noailles, Jean Paulhan (rédacteur en chef de La Nouvelle Revue française), Colette, Henri de Régnier, Pierre Jean Jouve entre autres.
Elle entame en 1920 une liaison tumultueuse avec Paul Valéry, qui durera huit ans et donnera lieu à une importante correspondance. La rupture avec celui-ci l'éloignera du Paris des salons et provoquera chez elle un pénible sentiment de solitude. Elle ordonnera que toute sa correspondance avec Valery soit détruite après sa mort.
Au début des années trente, elle se lie avec Raïssa - qui « me plaît absolument » -  et Jacques Maritain - « grand plaisir de l'intelligence » -, ainsi qu'avec Louis Massignon. Très affectée par la maladie qui la fait souffrir, elle écrit à ce dernier, en 1931 : « Je suis un des points singuliers par où la souffrance de la planète rayonne ».
Elle meurt à Paris le 3 décembre 1934, minée par la tuberculose, la morphine et le laudanum. Elle est inhumée aux côtés de sa mère au cimetière Beauferrier de Bergerac, en Dordogne, non loin de la propriété familiale de La Graulet où elle fit tant de séjours : « La Graulet ! La Graulet ! Quand serai-je là-bas ? Loin de Paris et de ses misères, La Graulet, champs verts pleins de fleurs, herbes hautes qui vous cachent tout entier, sources pures courant sous la mousse... repos, repos, repos sous les vieux arbres ! Loin, loin, loin, bien loin de Paris et de ses misères. Oh mon cher Périgord ! ».
Cette « grande jeune femme, gracieuse et laide » (Jean Paulhan), élégante, sportive, lucide, mais aussi intransigeante et orgueilleuse, fut toute sa vie, face à la souffrance, assoiffée d’absolu — « ma soif exaspérée d'amour »—  et tourmentée du besoin de croire.
Ses traits ont été fixés dans un tableau de Raymonde Heudebert.

## Œuvre
Catherine Pozzi a écrit des articles, un essai philosophique et des poèmes, et est connue surtout pour six poèmes, publiés en 1935, après sa mort, dans la revue Mesures et qu’elle considérait comme son testament littéraire : Ave, Vale, Scopolamine, Nova, Maya et Nyx. De ces poèmes qu'elle commença à écrire en 1926, « selon sa stricte volonté, un seul, Ave, a été publié de son vivant dans la NRF du 1er décembre 1929 ». Le dernier, Nyx (« la nuit » en grec), composé « d’un trait », le 5 novembre 1934 « un mois avant de mourir, est inspiré par un sonnet de Louise Labé, elle aussi « de Lyon et d'Italie », à qui il est dédié.
Elle écrit une nouvelle épistolaire autobiographique, Agnès, publiée dans la NRF le 1er février 1927 « sous les initiales énigmatiques C.K. » et que Jean Paulhan qualifie de « fraîche merveille ». Selon Lawrence Joseph, un de ses biographes, « la rédaction finale d'Agnès date de la dernière phase de [ses relations avec Valéry] et témoigne d'un effort pour s'arracher à la domination intellectuelle de Valéry ». À son imaginaire amant - « Mon cher, cher amour, mon amour au dur sourire » -  qu'elle appelle pour ainsi dire à l'existence, Agnès dit par avance : « Je vous donnerai toutes les lettres dès que je vous rencontrerai, quand vous existerez vraiment. Vous saurez tout de suite si, oui ou non, je vaux l'amour. » Pour se demander ensuite : « Tout cet amour qui n'est pris par personne, qui sait où il va ? ». La nouvelle, dédiée à Audrey Deacon (1884-1904), « une Américaine belle et fantasque » rencontrée en 1903, connaîtra immédiatement un grand succès.
Elle laisse « une sorte d'essai métaphysique » commencé vers 1915 et resté inachevé : Peau d’âme, qui portera longtemps (dans son Journal) le titre De libertate et répond, suivant ses propres termes, à « l'aube du désir d'écrire pour cette âme-là ... (...) la future moi, le corps de l'âme de moi qui aura besoin de MOI...». Selon Pierre Boutang, qui en fit un long commentaire, « l'Idée qui la tient, où le livre, son livre, s'est fait plus qu' une personne : devenu le champ d'une lutte pour l'immortalité - l'immortalité personnelle est plus que la personne qu'elle fait échapper au temps ». Peau d'âme fut publié dès 1935, avec une introduction de Gérard d'Houville (Marie de Régnier). Dans un compte-rendu de Peau d'âme publié par la NRF (1er mars 1936), Julien Lanoë écrit : « L'allure de Catherine Pozzi, sa vitesse légère, sa démarche noble, sa lumineuse désinvolture donnent un prix inestimable à ce testament si particulier ».
En 1929-1930, elle écrira pour Le Figaro quelques articles scientifiques, ainsi qu'une longue présentation, sous le titre Nous, vus de l'Est ..., de l'ouvrage de son ami Ernst Robert Curtius sur La France. Introduction à la culture française.
Plus récemment, la publication en 1987 de son Journal (1913-1934) puis, en 1995, de son Journal de jeunesse (1893-1906) « a permis la seconde naissance de cet écrivain inclassable, poète, diariste mais aussi nouvelliste, essayiste, épistolière ».
Ses correspondances avec Rainer Maria Rilke, Jean Paulhan ou Ernst Robert Curtius ont été publiées et abondamment commentées. Ce qui a été publié de sa correspondance avec Paul Valéry ne représente en fait qu’une petite partie des lettres échangées, celles ayant survécu au souhait exprimé par Catherine Pozzi dans son testament que ces lettres soient détruites.
Le 6 juillet 2003, dans la série « Une vie, une œuvre », France Culture a diffusé une émission consacrée à Catherine Pozzi, produite par Catherine Soullard.

## Citations
- « L’horreur de ma vie, c’est la solitude. Parce que je suis une infirme. Je ne puis pas joindre les autres, jamais. De là, ces intoxications par un sentiment, et ces débauches de matière spirituelle. » (Journal, 15 mai 1927)
- « Ce qui ne peut devenir nuit ou flamme, il faut le taire. » (Journal, 18 octobre 1921)

### Œuvres de Catherine Pozzi
- Catherine Pozzi, Très haut amour - Poèmes et autres textes, éd. de Lawrence Joseph et Claire Paulhan, Gallimard, coll. « Poésie » n° 378, Paris, 2002, 156 p.  (ISBN 9782070421053)
- Catherine Pozzi, Poèmes, Gallimard, coll. Métamorphoses n° 55, Paris, 1959, 48 p.  (ISBN 2070252248)
- Catherine Pozzi, Œuvre poétique, texte établi par Lawrence Joseph, La Différence, coll. « Littérature », Paris, 1988, 180 p.  (ISBN 9782729103194)
- Catherine Pozzi, Agnès, présentation de Lawrence Joseph, La Différence, coll. « Minos », Paris, 1988 et 2e éd. 2002, 64 p.  (ISBN 9782729114138)
- Catherine Pozzi, Peau d'âme, préface de Lawrence Joseph, La Différence, coll. « Philosophia perennis », Paris, 1990, 144 p.  (ISBN 9782729104740)
- Catherine Pozzi, Rainer Maria Rilke, Correspondance 1924-1925, présentation de Lawrence Joseph, La Différence, coll. « Littérature », Paris, 1990, 93 p.  (ISBN 9782729104726)
- Catherine Pozzi & Jean Paulhan, Correspondance 1926-1934, édition établie par Françoise Simonet-Tenant, Éditions Claire Paulhan, coll. « Pour mémoire », Paris, 1999, 216 p.  (ISBN 9782912222060)[44]
- Catherine Pozzi, Paul Valéry, La flamme et la cendre - Correspondance, édition de Lawrence Joseph, Gallimard, coll. « Blanche », Paris, 2006, 720 p.  (ISBN 9782070772544)
- Catherine Pozzi, Journal : 1913-1934, préface de Lawrence Joseph, texte établi et annoté par Claire Paulhan, Ramsay, Paris, 1987, 678 p. Réédition chez Seghers en 1990. Reprise en 1997, sous nouvelle couverture rempliée rouge, par les Éditions Claire Paulhan. Réédition chez Phébus, coll. « Libretto », Paris, 2005 (édition augmentée, 798 p.),  (ISBN 9782752900449)[45]
- Catherine Pozzi, Journal de Jeunesse 1893-1906, Éditions Verdier, Paris, 1995. Édition reprise, en 1997, sous nouvelle couverture rempliée coquille, par les Éditions Claire Paulhan, 290 p.  (ISBN 9782912222022)[46]
- Catherine Pozzi, Peau d'âme, éditions vagabonde, 2023, 144 p.  (ISBN 9782919067534)

### Biographies et études
- Agnès Besson, Lou Andreas-Salomé, Catherine Pozzi, Deux femmes au miroir de la modernité, L'Harmattan, coll. « Ouverture philosophique », Paris, 2010, 378 p.  (ISBN 9782268069333).
- Pierre Boutang, Karin Pozzi et la quête de l'immortalité, La Différence, coll. « Mobile Matière », Paris, 1991, 343 p.  (ISBN 9782729106546).
- Jean-Philippe Brial Fontelive, Les Pozzi, une famille d'exception, Éditions Esprit de Pays, 2019.
- Nicolas Cavaillès, L'Élégance et le Chaos - Correspondance de Catherine Pozzi avec Raïssa et Jacques Maritain, Hélène Kiener, Audrey Deacon, Éditions Non Lieu, Paris, 2011, 268 p.  (ISBN 9782352701033).
- Mireille Diaz-Florian, Catherine Pozzi. La vocation à la nuit, préface de Claire Paulhan, Aden, coll. « Le cercle des poètes disparus », Bruxelles, 2008, 347 p.  (ISBN 9782848400150).
- Lawrence Joseph, Catherine Pozzi. Une robe couleur du temps, La Différence, Paris, 1988, 340 p.  (ISBN 9782729103187).
- Anne Malaprade, Catherine Pozzi, architecte d'un univers, Larousse, coll. « Jeunes talents » Paris, 167 p. 1994  (ISBN 9782035200310).
- François-Bernard Michel, Prenez garde à l'amour - Les muses et les femmes de Paul Valéry, Grasset, coll. « Cahiers Rouges », Paris, 2003, 220 p.  (ISBN 9782246653295).
- Françoise Simonet-Tenant, Catherine Pozzi : le Journal comme laboratoire de l’œuvre, Item - En ligne, mis en ligne le 1er septembre 2007.
- Françoise Simonet-Tenant, Le cahier août-décembre 1927 de Catherine Pozzi, Genesis - En ligne, 32 | 2011, mis en ligne le 25 septembre 2012.
- Françoise Simonet-Tenant, « Catherine Pozzi et Mireille Havet, prosatrices de l’intime dans la France de l’entre-deux-guerres », Études françaises, vol. 59, no 3,‎ 2023, p. 53-67 (lire en ligne).